# حارة القرية القديمة (صنعاء همدان)
حارة القرية القديمة هي إحدى حارات حي شملان بضواحي صنعاء مديرية همدان، بلغ تعداد سكانها 802 نسمة حسب تعداد اليمن لعام 2004.